# 茹拉夫基夫
49°20′19″N 24°13′50″E / 49.33861°N 24.23056°E
茹拉夫基夫（烏克蘭語：Журавків），是烏克蘭西部的村莊，隸屬利維夫州的斯特雷區。該村面積0.69平方公里，海拔高度244米，2001年人口368，人口密度每平方公里533.33人。